# Mont Miller
Pour les articles homonymes, voir Miller.
Le mont Miller est un sommet du chaînon de la Reine-Elizabeth, et le point culminant du chaînon Holland, en Antarctique. Il s'élève à 4 160 mètres d'altitude.
Il est découvert et nommé par l'expédition Nimrod (1907-1909).